# Ituglanis crispim
Ituglanis crispim — вид сомоподібних риб родини Trichomycteridae. Описаний у 2023 році.

## Поширення
Ендемік Бразилії. Поширений у верхній частині басейну річки Парнаїба у штаті Піауї. 

## Назва
Видова назва crispim стосується місцевого фольклору. Згідно з легендою «Кабеса де Куйя» (Cabeça de Cuia), Кріспін (порт. Crispim) убив власну матір, був проклятий і перетворився на жахливу водну істоту з гігантською головою «cuia». Він був приречений блукати річкою Парнаїба, доки не з'їсть сім дів на ім'я Марія.